# Musztafí Hadzsí
Musztafí Hadzsí (arabul: مصطفى حجي, Ifrane Atlas-Saghir, 1971. november 16. –) marokkói válogatott labdarúgó, edző.
2014-től a Marokkói válogatott pályaedzője volt, majd Vahid Halilhodžić szövetségi kapitány távozása után, Hadji is kikerült a válogatott edzői stábjából. 2022-ben kiderült, hogy az edzői végzettségét tanúsító iratok hamisak. Ezért az Afrikai Labdarúgó-szövetség első fokon öt évre eltiltotta minden labdarúgással kapcsolatos tevékenységtől.

## Fordítás
- Ez a szócikk részben vagy egészben  a   Mustapha Hadji című angol Wikipédia-szócikk fordításán alapul.  Az eredeti cikk szerkesztőit annak laptörténete sorolja fel. Ez a jelzés csupán a megfogalmazás eredetét és a szerzői jogokat jelzi, nem szolgál a cikkben szereplő információk forrásmegjelöléseként.